# Weida

Localización de Weida en el distrito de Greiz.

Weida (pronunciación en alemán: /ˈvaɪ̯da/ⓘ) en una ciudad en el distrito de Greiz en el estado libre alemán de Turingia. Está situada a 12 kilómetros de Gera. Comprende un área de 12.59 km² y se encuentra a 231 metros sobre el nivel del mar. Para el censo de 2009 contaba con 7 780 habitantes, 618/km².